# Chiesa di Sant'Anna (Telč)
La chiesa di Sant'Anna (in ceco Kostel svaté Anny) è la chiesa cimiteriale di Vnitřní Město, frazione di Telč, comune del Distretto di Jihlava nella Regione di Vysočina, Repubblica Ceca. Appartiene alla parrocchia di San Giacomo Maggiore nel decanato di Telč della diocesi di Brno e risale alla fine del XVII secolo.

## Storia

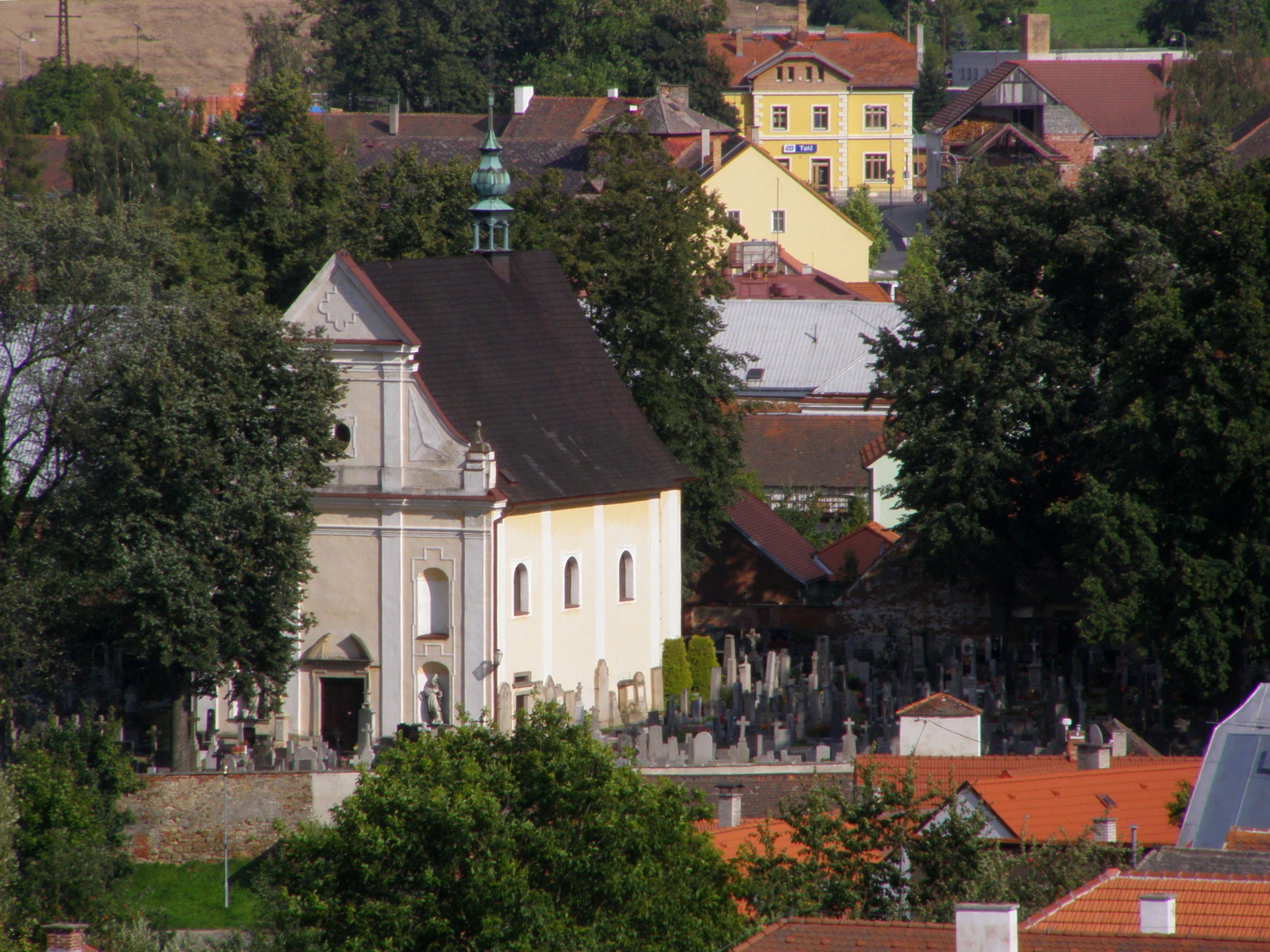
Immagine ripresa da posizione elevata della chiesa nell'abitato di Vnitřní Město

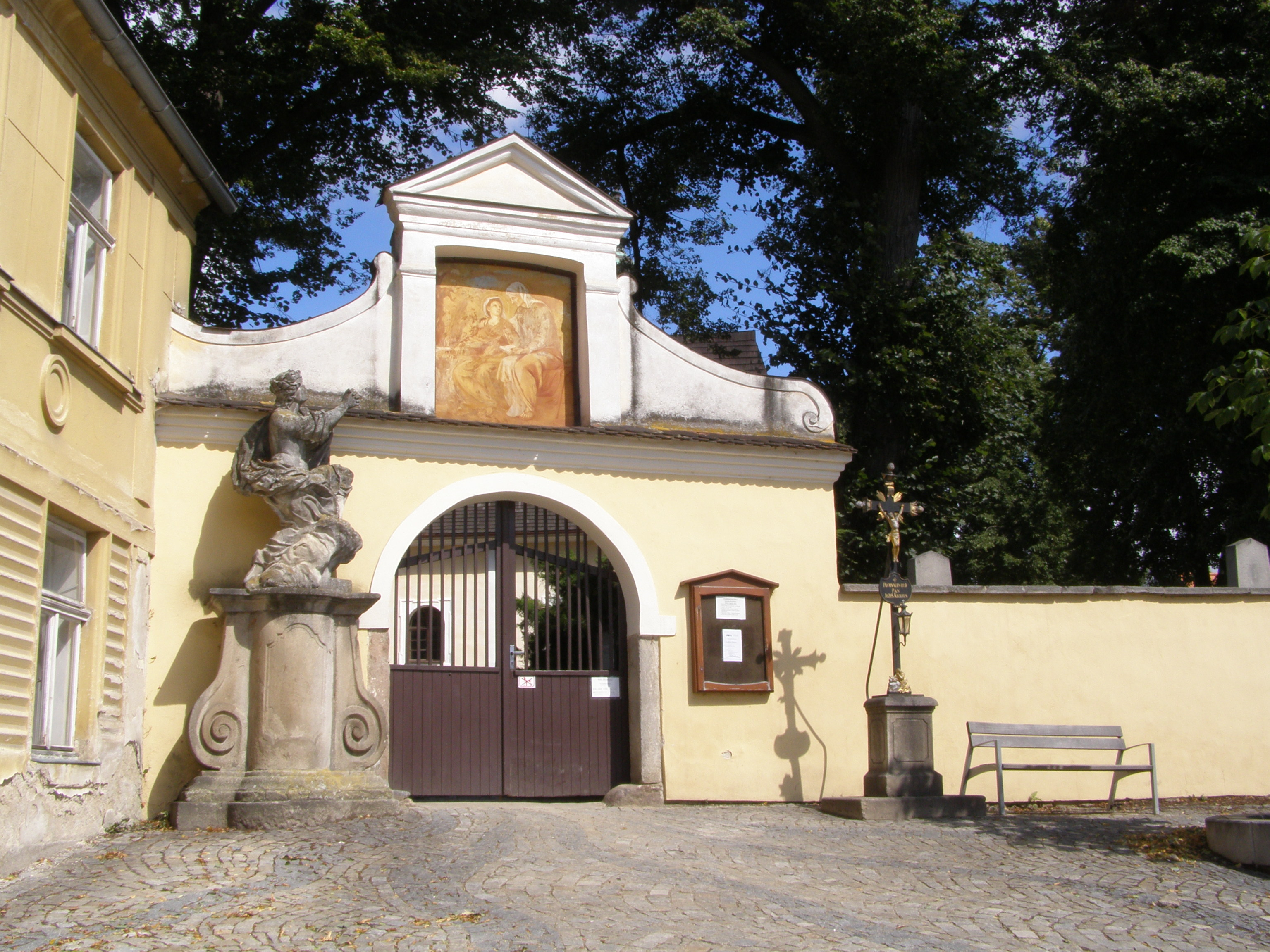
Ingresso al cimitero presso la chiesa di Sant'Anna in via Svatoanenská. Di fianco si vede la statua raffigurante San Donato in atto di preghiera davanti all'immagine raffigurante Sant'Anna che istruisce la Madonna posta al centro del portale

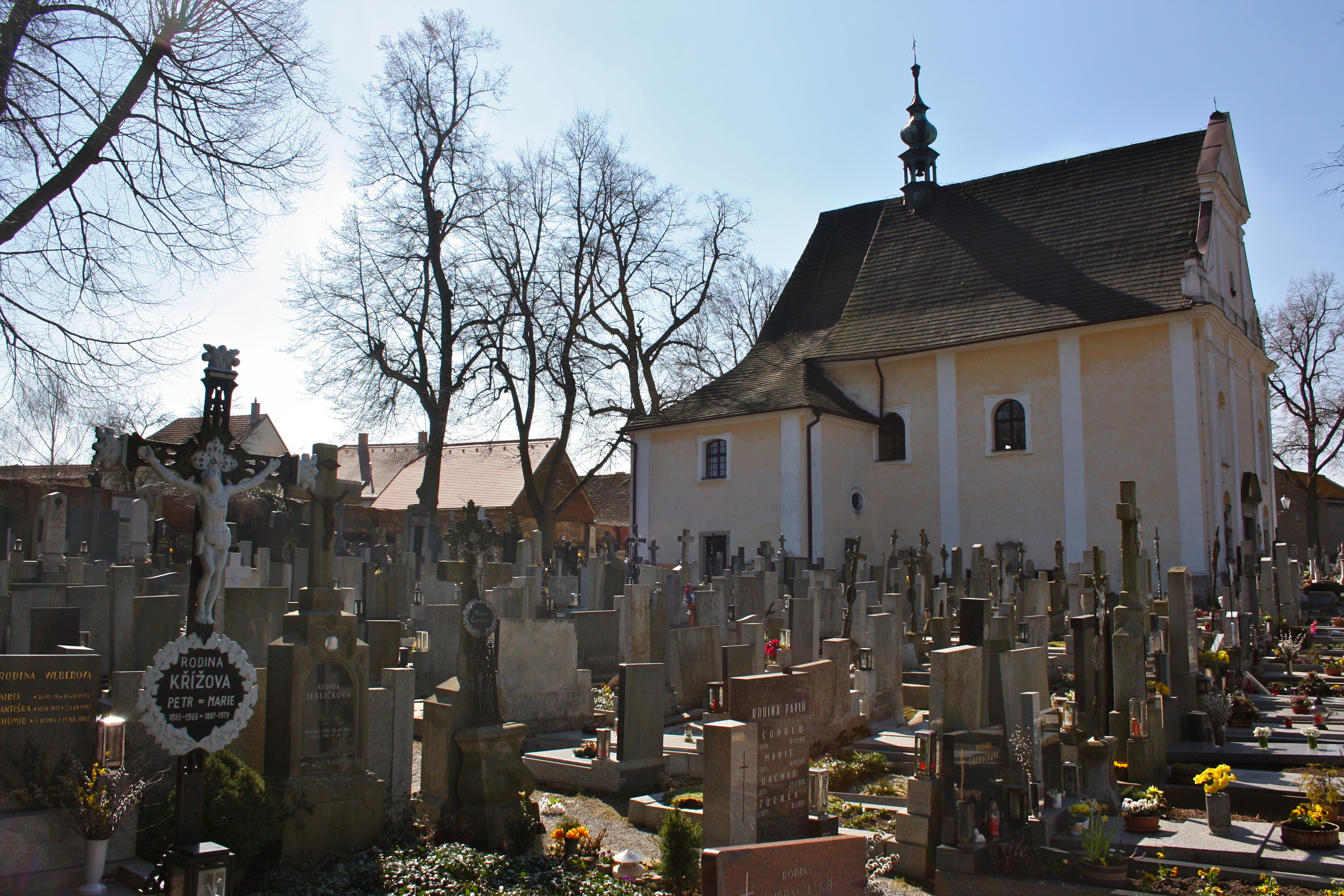
Chiesa ed area cimiteriale

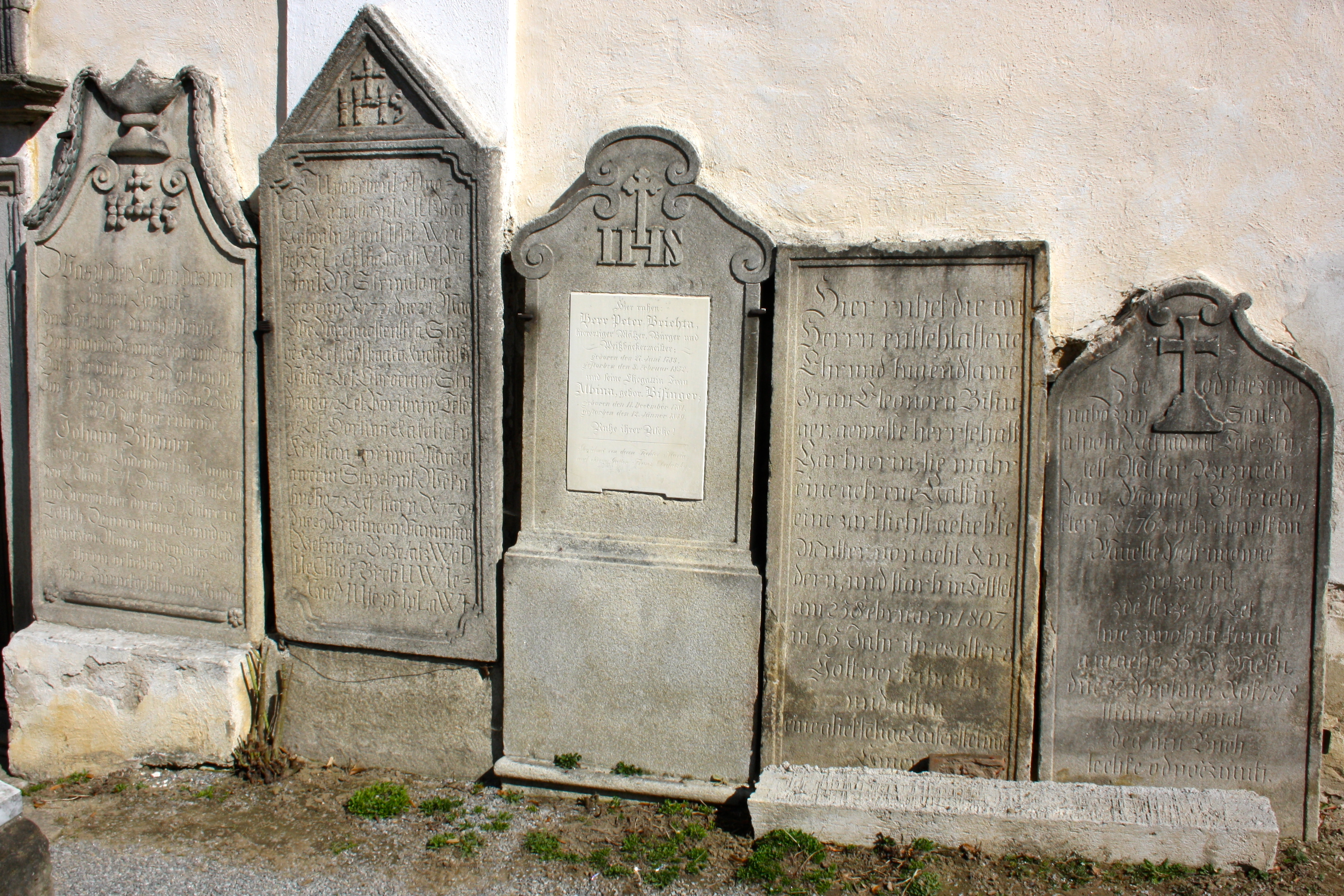
Lapidi appoggiate alla facciata esterna della chiesa

Attorno alla metà del XVII secolo a Telč venne realizzato il cimitero attorno alla chiesa parrocchiale di San Giacomo Maggiore che in breve tempo, anche per le sue dimensioni, divenne un ostacolo alla costruzione del complesso dei gesuiti nelle sue immediate vicinanze. La contessa Františka Slavatová acquistò allora il giardino nel sobborgo di Vnitřní Město per farvi costruire il nuovo cimitero. Vicino a questo, tra il 1695 e il 1698, fu edificata la chiesa con dedicazione a Sant'Anna per disposizione di un altro cittadino di Telč, František del Liechtenstein. Il progetto venne affidato all'architetto Antonio Scotti.

## Descrizione

### Esterni
La chiesa di Sant'Anna si trova a Vnitřní Město, frazione del comune di Telč nella Regione di Vysočina, Repubblica Ceca. La facciata barocca è a salienti e di grandi dimensioni, caratterizzata da quattro lesene che ripartiscono la parte inferiore in tre parti con al centro il portale e ai lati quattro nicchie, due per lato. Nelle nicchie inferiori accanto alla porta si trovano le statue raffiguranti San Nicola (a sinistra) e San Valentino (a destra), attribuite a David Lipart. Il tetto a due falde ricoperto in scandole e sul colmo del tetto sopra la parte orientale della navata si trova la torre della sagrestia. Attorno alla chiesa si estende l'ampia area cimiteriale con un muro di cinta e l'accesso è possibile attraverso un notevole portale barocco arricchito alla sua sinistra dalla statua raffigurante San Donato in  atto di preghiera davanti all'immagine raffigurante Sant'Anna che istruisce la Madonna posta al centro del portale. La torre campanaria si trova in posizione arretrata e dal 1945 la sua cella ospita l'antica campana dell'orologio della chiesa del Nome di Gesù, restituita alla città dopo la requisizione subita durante la seconda guerra mondiale. La campana storica pesa 62,5 kg e proviene dal laboratorio del campanaro Joachim Gross di Vienna.
Il cimitero che fu fondato alla fine XVII secolo in sostituzione del cimitero soppresso accanto alla chiesa di San Giacomo riveste particolare interesse, e in particolare la sua porta d'ingresso barocca posta nella parte meridionale del muro di cinta. Al centro della porta è posto l'affresco con la raffigurazione di Sant'Anna che istruisce la Madonna. Di grande interesse inoltre è la statua barocca raffigurante San Donáto che si trova sul plinto accanto al cancello del cimitero. Il santo è appoggiato sul ginocchio destro con le mani giunte e indossa gli abiti di un soldato romano.

### Interni
La navata interna è unica, a pianta rettangolare con presbiterio arretrato che risale alla fine del XVII secolo. Sull'altare maggiore la pala raffigura la titolare ed è opera ottocentesca probabilmente di Antonín Rondez. I quattro pregevoli altari laterali furono trasferiti qui dopo la soppressione della chiesa di Santo Spirito alla fine del XVIII secolo.

### Monumento nazionale culturale della Repubblica Ceca
La tutela dei monumenti della Repubblica Ceca considera la chiesa di Sant'Anna di Telč un monumento culturale nazionale tutelato col numero di catalogo 1000126378. Ad essere tutelata non è solo la chiesa, ma anche il cimitero, il suo portale di accesso e la statua raffigurante San Donato posta accanto al portale.